# Tiliqua scincoides
Tiliqua scincoides scincoides là một loài thằn lằn trong họ Scincidae. Loài này được White mô tả khoa học đầu tiên năm 1790.
Đây là ó có nguồn gốc từ Úc cũng như quần đảo Tanimbar và Babar ở tỉnh Maluku của Indonesia. 

## Phân loài
Có ba phân loài: 
- Tiliqua scincoides scincoides - miền nam / miền đông nước Úc
- Tiliqua scincoides intermedia - phía bắc Úc
- Tiliqua scincoides chimaera - tỉnh Maluku, Indonesia)

## Hình ảnh

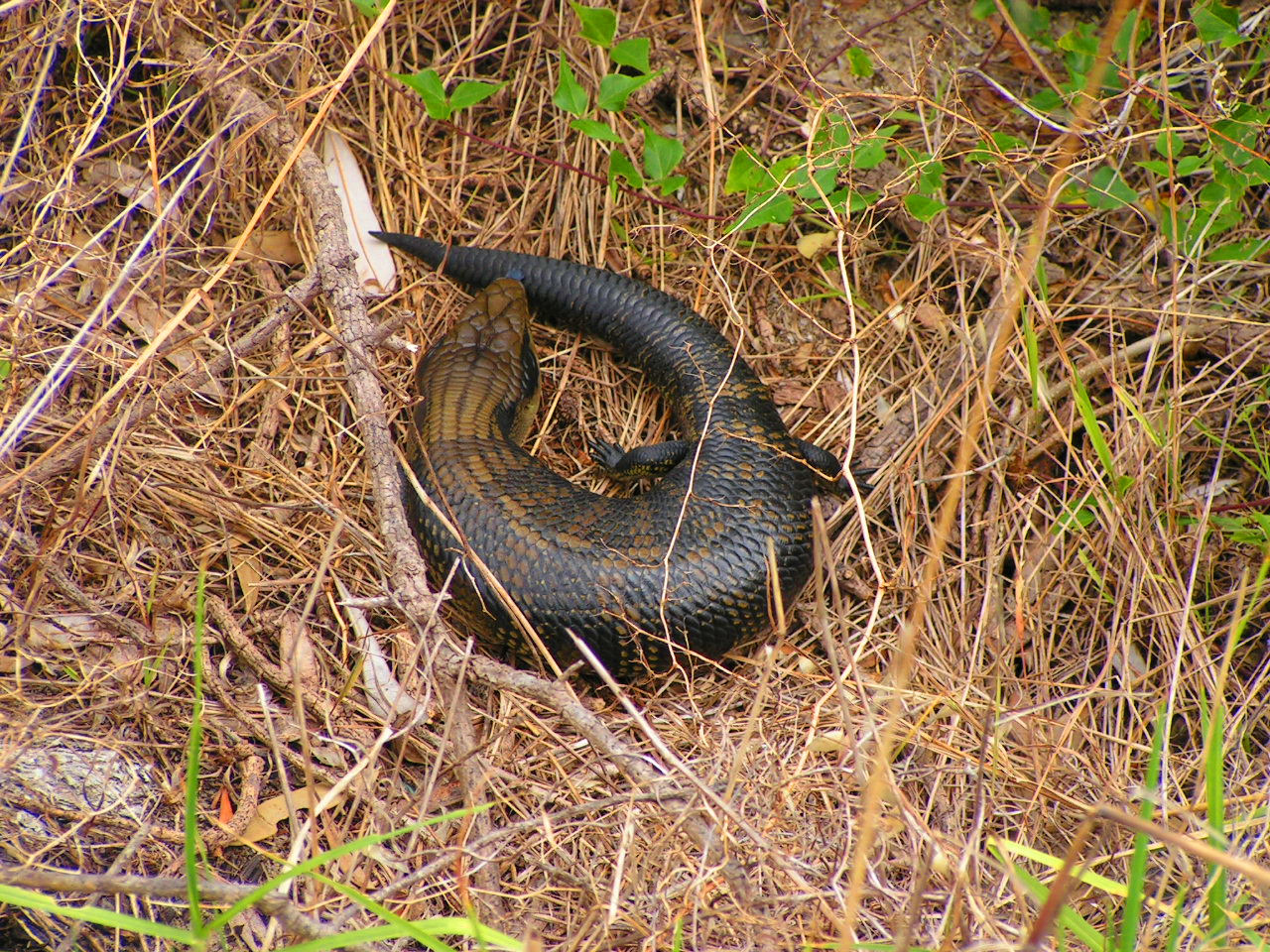
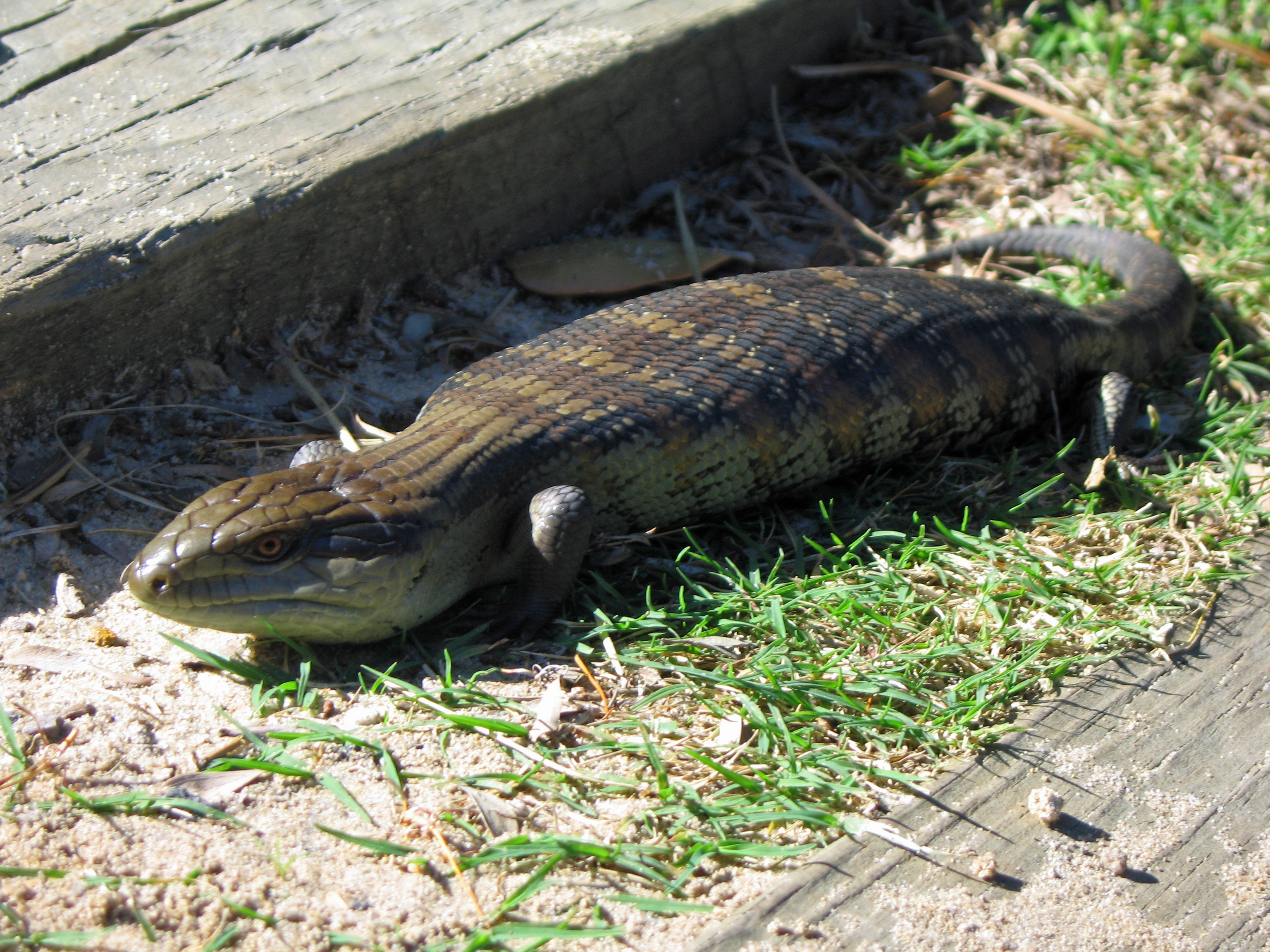
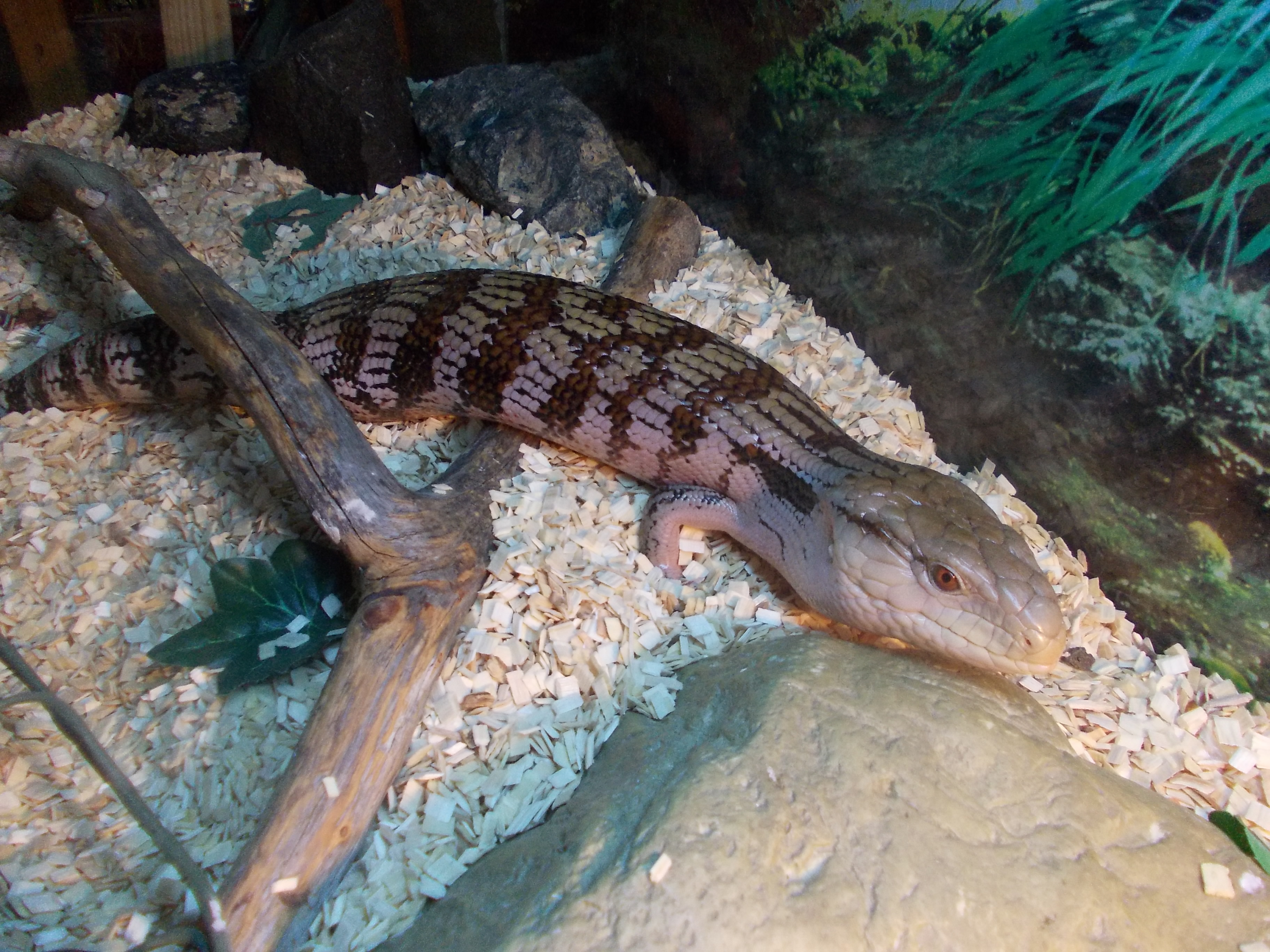
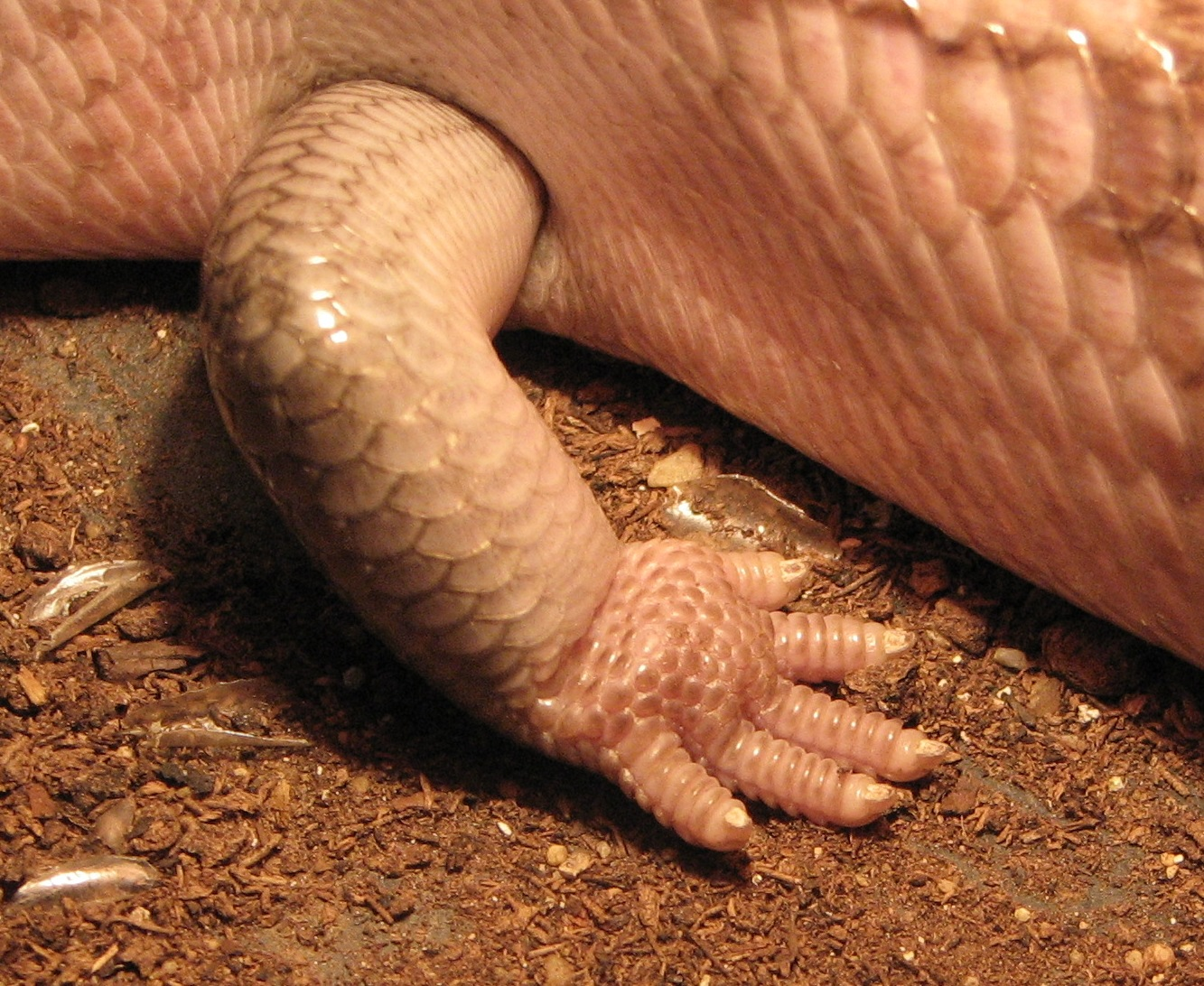
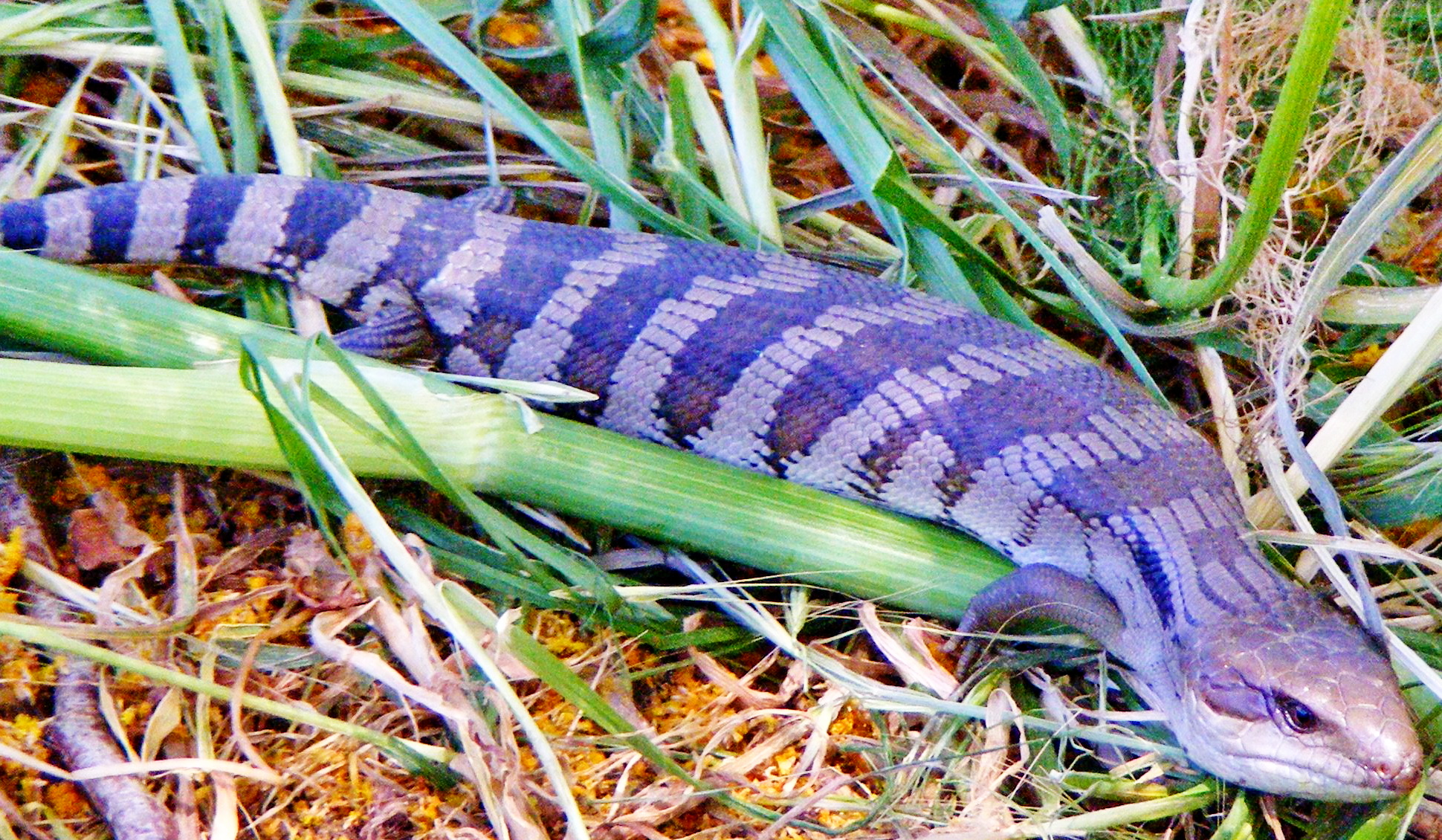